# René Baschet
Pour les articles homonymes, voir Baschet.
René Baschet, né à Paris le 6 mai 1860 et mort à Paris le 7 août 1949, est un journaliste français. Il fut directeur et propriétaire de la revue L'Illustration.

## Biographie
Paul René Baschet est le fils aîné de Ludovic Baschet, éditeur d'art, fondateur de la Galerie contemporaine et de la Revue illustrée et de Julie Antoinette Élise Vendryes (1837-1892). Il a un frère cadet, Marcel Baschet.
Après ses études de droit, son père l'associe à la direction de la Librairie d'art, boulevard Saint-Germain, dès 1882, puis à une série de périodiques : d'abord en mai 1883 le Paris illustré imprimé chez Lahure où fut expérimentée la typographie couleurs, puis en 1885, à la Revue illustrée avec une maison d'édition au même nom et reprenant, à partir de 1888, l'édition de portraits publiées auparavant dans la Galerie contemporaine, jusqu'en 1902.
Il est nommé directeur de L'Illustration en 1904. En avril 1922, il lance avec Lucien Vogel, L'Illustration des modes.
Le 6 février 1928, René Baschet se fait remettre la cravate de commandeur de la Légion d'honneur par le président du conseil Raymond Poincaré (il avait été décoré des insignes de chevalier par Jules Lefevre et d'officier par Adolphe Brisson).
Le 18 mai 1935, Baschet est élu membre de l'Institut en succèdant à Justin Germain Casimir de Selves au fauteuil no 9 de la section des membres libres de l'Académie des beaux-arts.
En juin 1940, René Baschet quitte l'usine de Bobigny, bientôt dévastée par l'armée allemande ; la rédaction se réfugie à Bordeaux. Il s'était rendu à Tours chez Mame pour tenter de relancer l'impression de son magazine. Le 17 juillet, René et Louis Baschet[Qui ?] se rendent à nouveau à Paris. Ils décident de reprendre les rênes de l'imprimerie pour éviter que le personnel ne soit sous la direction des autorités d'occupation. Otto Abetz impose un rédacteur politique, Jacques de Lesdain, qui, après la Libération, est condamné à mort par contumace au moment de l'épuration. Ces faits de collaboration sont jugés à la demande du Gouvernement provisoire de la République française en août 1944 et la famille Baschet, est traduite en Haute cour de Justice. Celle-ci  prononce un  non-lieu. Le périodique L'Illustration est en revanche condamné comme personne morale ayant continué à paraître.

## Distinctions
- Commandeur de la Légion d'honneur (décret du 17 janvier 1928 ; nommé chevalier par décret du 22 juillet 1902, promu officier par décret du 31 décembre 1910)[7].
- Officier de l'Instruction publique (1895 ; officier d'Académie en 1889)[7].